# Mila Kunis
Milena Markovna "Mila" Kunis (født 14. august 1983 i Tjernivtsi, Ukraine under det tidligere Sovjetunionen) er en ukrainsk/amerikansk skuespillerinde. Hun er mest kendt for sin rolle som Jacqueline "Jackie" Burkhart i tv-serien Dengang i 70'erne og for at lægge stemme til figuren Meg Griffin i den animerede serie Family Guy. Hun har derudover spillet den sorte svane Lily overfor den oscarvindende skuespiller Natalie Portman i balletfilmen Black Swan.

## Privat
Hendes familie flyttede til Los Angeles, Californien (USA), da hun var syv år gammel. Hun lærte engelsk ved at se The Price Is Right, hvor værten Bob Barker talte langsomt nok til at hun forstod ham.
Hun var forlovet med den tidligere barnestjerne Macaulay Culkin.[kilde mangler] Hun blev senere forlovet med skuespilleren Ashton Kutcher, og de har en datter og en søn født i november 2016.

## Filmografi
- A Bad Moms Christmas (2017)
- Bad Moms
- Friends with Benefits
- That 70's show
- Ted